# 尻別川
尻別川（しりべつがわ）は、北海道胆振総合振興局管内および後志総合振興局管内を流れ日本海に注ぐ一級河川。尻別川水系の本流である。
国土交通省が公表している一級河川の水質現況において、1999年から2016年まで通算16回水質ランキング日本一となっている（2003年と2008年には選ばれていないものの、2009年以降は選ばれ続けている）。

## 流路
北海道千歳市の伊達市との境界付近にあるフレ岳に源を発し西に流れる。羊蹄山麓の北側を回りこむように流れ磯谷郡蘭越町港町で日本海へ注ぐ。

## 地名由来
羊蹄山を廻り、後志管内を貫流して日本海に注ぐ大河。内陸深くあるいは山から来る川の意で、アイヌ語ではシㇼ・ペッ（Shir-pet　山の・川）と呼ぶ。

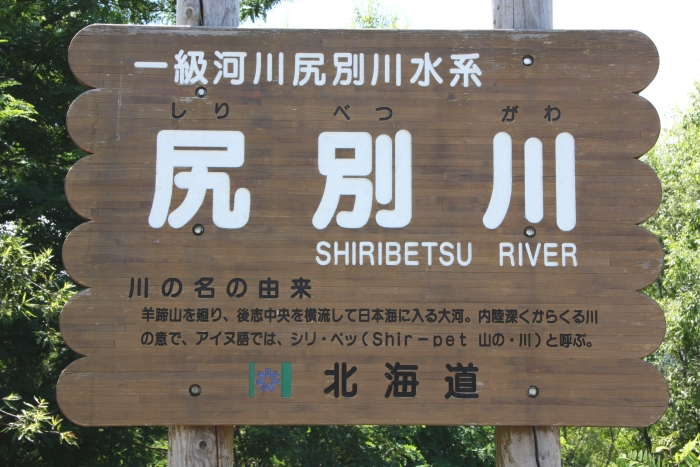
湯山別橋にある尻別川の河川標識

## 流域の自治体
北海道
伊達市、虻田郡喜茂別町、京極町、倶知安町、ニセコ町、磯谷郡蘭越町

## 支流
括弧内は流域の自治体
- ソーケシオマベツ川（伊達市）
- オロウエンシリベツ川（伊達市、喜茂別町）
- 登延頃川（喜茂別町、留寿都村）
- 喜茂別川（喜茂別町）
- カシプニ川（京極町）
- オロッコ川（京極町）
- ワッカタサップ川（京極町）
  - 白井川（京極町）
  - トド川（京極町）
- ペーペナイ川（京極町）
- ガル川（京極町）
- ヌップリ寒別川（倶知安町、京極町）
- 砂利川（倶知安町）
- 倶登山川（倶知安町）
  - ポンクトサン川（倶知安町）
- ソースケ川（倶知安町）
- 硫黄川（倶知安町）
- 真狩川（ニセコ町、真狩村）
  - アカハラ川（真狩村）
  - 知来別川（真狩村、留寿都村）
- ルベシベ川（ニセコ町）
- 名無川（ニセコ町）
- ニセコアンベツ川（蘭越町、ニセコ町）
- 昆布川（豊浦町、蘭越町、ニセコ町）
  - 幌別川（蘭越町）
- 馬場川（蘭越町）
- 南部川（蘭越町）
- 小南部川（蘭越町）
- 茅部川（蘭越町）
- 逆川（蘭越町）
- 目名川（蘭越町）
  - ツバメノ沢川（蘭越町）
- ペンケ目国内川（蘭越町）
- パンケ目国内川（蘭越町）
- オサンナイ川（蘭越町）
- 志根津川（蘭越町）

## 主な橋梁
- 広島橋 - 国道276号
- 境橋 - 北海道道695号清原喜茂別線
- 上尻別橋 - 国道276号
- 相川橋 - 国道276号
- 留産橋 - 国道276号
- 更西橋
- 京留橋 - 北海道道97号豊浦京極線
- 目名橋 - 北海道道478号京極倶知安線
- 中野橋
- 寒別橋
- 羊蹄大橋
- 富士見橋
- 倶知安橋 - 国道5号
- サンモリッツ大橋 - 北海道道631号ニセコ高原比羅夫線
- 尻別川橋りょう - 北海道新幹線（建設中）
- 芙蓉橋
- ニセコ大橋 - 北海道道66号岩内洞爺線
- 湯山別橋 - 北海道道207号昆布停車場ニセコ線
- 豊国橋 - 北海道道229号北尻別蘭越停車場線
- 栄橋
- 宝橋
- 御成橋
- 長瀞橋
- 初田橋
- 磯谷橋 - 国道229号